# Winthemia sumatrana
Winthemia sumatrana är en tvåvingeart som först beskrevs av Townsend 1927.  Winthemia sumatrana ingår i släktet Winthemia och familjen parasitflugor. Inga underarter finns listade i Catalogue of Life.